# Francisco Xavier do Amaral

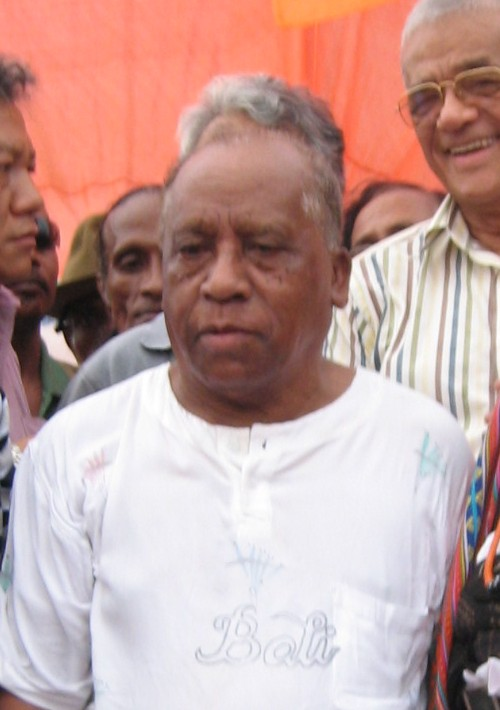
Francisco Xavier Do Amaral

Francisco Xavier Do Amaral (Turiscai 1937-Dili, 6 maart 2012) was een Oost-Timorees onafhankelijkheidsstrijder en politicus. Hij riep in 1975 de onafhankelijkheid uit van Portugal, maar verbleef vervolgens 22 jaar in Indonesische gevangenschap.
Hij was de oudste zoon van een dorpshoofd en kon daardoor Portugees onderwijs volgen. Teruggekeerd van het seminarie in Macau zag hij in 1963 af van het priesterschap en werd leraar Latijn en Portugees. Na de Anjerrevolutie in het moederland Portugal in april 1974 richtte hij met José Ramos Horta en Mari Alkatiri de Timorese Sociaal Democratische Associatie (ASDT) op, die in september 1974 werd samengevoegd met andere initiatieven tot Revolutionair Front voor een Onafhankelijk Oost-Timor FRETILIN.
De Portugese revolutionaire regering van die dagen wilde graag van haar koloniën af, maar in Oost-Timor ontstond een tumultueuze tweestrijd tussen de aanhangers van Fretilin en voorstanders van aansluiting bij de westelijke helft van het eiland en dus bij Indonesië. Een referendum werd door Fretilin geclaimd, waarna een korte burgeroorlog woedde. Xavier do Amaral riep als voorzitter van Fretilin op 28 november 1975 de onafhankelijkheid uit. Deze werd echter door geen enkel land erkend. Do Amaral werd in naam president, maar werd door de voorlopige regering verder genegeerd. De marxistische vleugel van Fretilin had hierin een overwicht.
Op 7 december 1975 trokken Indonesische troepen de grens over, waarna Djakarta in juli 1976 Oost-Timor als 27e provincie inlijfde. De leiding van FRETILIN trok zich terug in de bergen en startte onder de naam Falantil een guerrilla tegen de nieuwe overheersers. Honderdduizend boeren voerden ze met zich mee. Toen de strijd uitzichtloos bleek en de burgerbevolking zwaar leed onder uitputting, epidemieën en gebrek, ontstond tweespalt tussen de hardliners en de voorstanders van een dialoog. Tot die laatste factie hoorde Do Amaral. Hij werd wegens "hoogverraad"op 13 september 1977 " uit FRETILIN gezet en als gevangene meegevoerd van schuilplaats naar schuilplaats. Ten slotte werd hij in 1978 gevangengenomen door Indonesische troepen en overgebracht naar Bali en later (1983) naar Djakarta. Als een soort trofee werd hij gedwongen bij een generaal in huis te bedienen. In Djakarta sloot hij vriendschap met Xanana Gusmao, die daar eveneens was gedetineerd.
De val van president Soeharto in 1998 luidde een verandering in. In 1999 kozen de Oost-Timorezen in een referendum massaal voor onafhankelijkheid, waarna pro-Indonesische milities dood en verderf zaaiden en Australische troepen een einde maakten aan de bezetting. De Verenigde Naties vestigden een tijdelijk bestuur, en in februari 2000 kon Do Amaral na 22 jaar terugkeren naar zijn land. Daar hoorde hij dat zijn beide zoons waren omgekomen en zijn vrouw werd vermist.
Hij werd door FRETILIN gerrehabiliteerd en vrijgesproken van defaitisme. Maar liever dan te kiezen tussen Fretilin en Gusmao richtte hij zijn eigen partij op onder de oorspronkelijke naam uit 1974: Timorese Sociaal Democratische Associatie. Bij de verkiezingen voor een Constituerende Vergadering in augustus 2001 won Fretilin echter en bleef de ASDT een kleine fractie (7,8% en 6 zetels van de 88). Als presidentskandidaat werd Do Amaral in 2002 met groot verschil (17,3% tegen 82,7%) verslagen door Xanana Gusmao. Op voorstel van premier Mari Alkatiri werd hij vicevoorzitter van het parlement. In 2007, toen zijn ASDT was toegetreden tot de regering-Gusmao, werd hij lid van de Staatsraad.
Ook in 2007 en 2012 stelde Do Amaral zich nog kandidaat voor het presidentschap. In 2007 behaalde hij 14,7% van de stemmen, en in 2012 overleed hij tien dagen voor de eerste ronde aan kanker. Hij kreeg een staatsbegrafenis en werd 74 of 75 jaar (zijn geboortedatum is niet bekend).